# Manfred Pohlmann
Manfred Pohlmann (* 19. August 1955 in Bendorf) ist ein deutscher Liedermacher. Er gilt als namhafter Vertreter der moselfränkischen Mundartmusik. Zu seinem weiteren Repertoire gehören auch Lieder auf Deutsch und Französisch. Traditionelle Lieder sowie Vertonungen der Gedichte seines Vaters bilden den Grundstock seines Repertoires.
Zwischen 1973 und 2015 absolvierte Pohlmann mehr als 2.600 Auftritte in Deutschland, Frankreich, Luxemburg, Belgien, Österreich, Italien und der Schweiz, wo er unter anderem mit Künstlern wie Hanns-Dieter Hüsch, Alan Stivell, den 17 Hippies, Ted Herold, Joana, Bernd Witthüser, Bill Ramsey und Toni Vescoli zusammenarbeitete. Pohlmann ist Mitglied der Bosener Gruppe, einem Zusammenschluss von Schriftstellern, die literarische Mundarttexte verfassen.

## Leben
Manfred Pohlmann wurde 1955 als Sohn des Heimatdichters Fritz Pohlmann geboren. Seine Kindheit verbrachte er in Bendorf-Sayn. Ab 1970 absolvierte er eine Schriftsetzerlehre bei der Bendorfer Zeitung.
Am 29. Juli 1973 hatte er zusammen mit Harald Becker seinen ersten öffentlichen Auftritt mit internationalem Folk und deutschem Liedermacherrepertoire. Bei den ersten Konzerten nannten sich die beiden „Becker & Pohlmann“.
1977 gründeten Becker und Pohlmann die Gruppe „Edelzwicker“, die bis 1987 Bestand hatte. Mit ihrem Programm „Lieder aus Deutschland und Frankreich“, zu dem außer deutschen und französischen auch elsässische Lieder gehörten, spielten sie über 300 Konzerte im In- und Ausland und veröffentlichten eine Single und zwei Langspielplatten. Neben anderen Gelegenheiten kam es anlässlich eines Benefizkonzertes in Sayn 1997 und des 30-jährigen Bühnenjubiläums Pohlmanns im Jahr 2003 auch nach der Auflösung der Gruppe noch zu gemeinsamen öffentlichen Auftritten.
Ab 1983 spielte Pohlmann mit Bub Meurer, Toni Steffens und Dirko Juchem in der moselfränkischen Folkrock-Gruppe „Waremnet?“, die sich 1987 wieder auflöste.
Eine Person, die für Pohlmanns Musikerleben wichtig war, ist sein ehemaliges Jugendidol Roger Siffer. Seit 1997 arbeitet Pohlmann mit Siffer zusammen. Unter anderem sind die Programme „Madam’ la Republik“ und „Papa Rhein“ daraus entstanden. Auch gemeinsame Duo-Auftritte stehen auf dem Terminplan.
1998 erhielt Pohlmann den Kulturpreis der Gemeinde Burgen/Mosel, den „Burgener Rebstock“.
Manfred Pohlmann wurde im Oktober 2018 mit dem Kulturpreis der Stadt Bendorf ausgezeichnet bei einer Feierstunde in der Krupp'schen Halle auf dem Denkmalareal der Sayner Hütte.

## Live-Programme (Auswahl)
Onnerweschs (Unterwegs - Chemin faisant)Seit 1988 ist Manfred Pohlmann mit seinem moselfränkischen Chansonprogramm „Onnerweschs“ unterwegs. Er gab mit diesem Programm über 1000 Konzerte und wurde zu zahlreichen Rundfunk- und TV-Produktionen eingeladen. Drei CDs hat er mit diesem Programm produziert. Pohlmann singt vom Leben auf und am Rhein oder von Geschichten, die nur noch verklärt in Erinnerungen bestehen.
Mannijo (Lidder iwer d'Grenzen - Chansons transfrontières - Lieder über die Grenzen)Pohlmann und sein Freund und Rocksänger Jo Nousse sowie Patrick Riolett singen und spielen gemeinsam Lieder mit traditioneller Musik auf Deutsch und Französisch, meistens aber auf Fränkisch (Moselfränkisch und Luxemburgisch, ihren Muttersprachen). Dazu kommen noch einige Lieder auf Katalanisch, Jiddisch, Okzitanisch, Korsisch, Elsässisch und Bretonisch. Das Liederprogramm von Mannijo wird von einem meist akustischen Instrumentarium begleitet. Bis 2010 gab es mehr als 200 Auftritte des Trios in Deutschland, der Schweiz, Frankreich, Belgien, Luxemburg und Österreich.
Wenn das Freddy wüsste …Dieses Programm beinhaltet deutsche Schlager aus den Jahren 1957–1963 beispielsweise von Freddy Quinn, Bill Ramsey, Caterina Valente, Trude Herr und anderen. Pohlmanns langjähriger Freund und Kollege Dirko Juchem ist bei diesem Programm seine musikalische Begleitung. Zwischendurch erzählt Pohlmann Geschichten über diese Lieder, über diese Zeit und das Zeitgeschehen, über sich und auch über die Sänger und Sängerinnen, die damals diese Lieder gesungen haben.
Papa Rhein„Papa Rhein“ ist eine Mischung aus Sketchen und Liedern aus verschiedenen Richtungen: vom Volkslied bis zu Prince Pastiche, von Valentin bis Degenhardt, von Presley bis zum elsässischen Germain Muller und „siner Rhynn“. Die Texte, die Huguette Dreikaus eigens für die Show geschrieben hat, machen sich auf Deutsch, Französisch, Elsässisch, Moselfränkisch, Jiddisch und Englisch über den Nachbarn lustig. „Papa Rhein“ handelt von Städten, aber auch von Berufen, zum Beispiel dem Goldwäscher (eine Straße in Straßburg trägt noch heute seinen Namen). Lieder und Texte erinnern an Flößer, Weintransport, Narrenschiffe, Pilgerfahrten und Raubritter. Manche Lieder wurden speziell für die Show geschrieben (Lavoir, Croisère) oder übersetzt (Lauf Muller, Schinderhannes). Es gibt Balladen aus dem 15. Jahrhundert (St. Jacob) und Kriegslieder (Wacht am Rhein), Liebeslieder und Spottlieder.
Uns bindet die Liebe, uns bindet die NotManfred Pohlmann singt Lieder der Freiheit und Lieder der Arbeit. Vom Arbeiterlied „Brüder, zur Sonne, zur Freiheit“ bis zum Freiheitslied „Die Gedanken sind frei“ findet man bekannte Songs wie Boris Vians „Le déserteur“, das traditionelle „Leineweberlied“ oder Bertolt Brechts „Solidaritätslied“. Weniger bekannte Arbeiterlieder und neu verfasste Songs runden das Programm ab.

## Diskografie
Nach eigenen Angaben hat Pohlmann bis Anfang 2010 selbst drei Langspielplatten, eine Single sowie eine EP veröffentlicht und war an 15 CDs sowie an weiteren 13 Samplern, Festivalproduktionen und Zusammenstellungen als CD oder Schallplatte beteiligt. Zu diesen Veröffentlichungen gehören unter anderem:
- Holl iwwer. Schnoog-Räckorts (1993)
- M.  Schnoog-Räckorts (1995)
- Jubil-Jöh. Schnoog-Räckorts (1996)
- Mach dein Dier weit off. Schnoog-Räckorts (1998)
- MANNIJO, Abrakadabra. Op der Lay (2001)
- Manfred Pohlmann – Live. THS-Tonträgerherstellungsservice (2004)
- MANNIJO, Dreiländergeck. Eigenverlag (2006)
- Uns bindet die Liebe, uns bindet die Not. Eigenverlag (2006)
- Wenn das Freddy wüsste …. Skywalker Records (2007)
- Gguggugg. (2013)